# Sara Bonifacio
Sara Bonifacio (Alba, 3 luglio 1996) è una pallavolista italiana, centrale dell'AGIL.

## Carriera
Nata da padre italiano e madre nigeriana, la carriera di Sara Bonifacio inizia nel 2005 nelle giovanili de L'Alba: resta legata alla società per sei annate, per poi entrare a far parte, nella stagione 2011-12, del progetto federale del Club Italia, con cui disputa il campionato di Serie B1, rimanendo per tre stagioni: allo stesso tempo fa parte delle nazionali giovanili italiane, con cui vince la medaglia di bronzo al campionato europeo under 19 2012 e quella d'argento al campionato europeo under 18 2013, mentre nel 2014 ottiene le prime convocazioni nella nazionale maggiore.
Nella stagione 2014-15 viene ingaggiata dall'AGIL di Novara, in Serie A1, facendo il suo esordio nella pallavolo professionistica, con cui vince due Coppe Italia, il campionato 2016-17 e la Supercoppa italiana 2017; con la nazionale under 20, nel 2015, vince la medaglia di bronzo al campionato mondiale, mentre con la nazionale maggiore, nel 2017, conquista la medaglia d'argento al World Grand Prix.
Per il campionato 2018-19 si accasa all'UYBA, dove resta per due annate, conquistando la Coppa CEV 2018-19. Nella stagione 2020-21 fa ritorno nuovamente all'AGIL, sempre in Serie A1, con cui si aggiudica la WEVZA Cup 2023, la Challenge Cup 2023-24 e la Coppa CEV 2024-25; con la nazionale vince la medaglia d'oro al campionato europeo 2021 e alla Volleyball Nations League 2022, bissata anche nell'edizione 2024, e quella di bronzo al campionato mondiale 2022.

## Palmarès

### Club
- Campionato italiano: 1

2016-17
- Coppa Italia: 2

2014-15, 2017-18
- Supercoppa italiana: 1

2017
- Coppa CEV: 2

2018-19, 2024-25
- Challenge Cup: 1

2023-24
- WEVZA Cup: 1

2023

### Nazionale (competizioni minori)
- Campionato europeo under 19 2012
- Campionato europeo under 18 2013
- Campionato mondiale under 20 2015

### Premi individuali
- 2015 - Campionato mondiale under 23: Miglior centrale